# Port-en-Bessin, avamporto, alta marea
Port-en-Bessin, avamporto, alta marea (Port-en-Bessin, avant-port, marée haute) è un dipinto a olio su tela (67x82 cm) realizzato nel 1888 dal pittore francese Georges-Pierre Seurat. È conservato nel Musée d'Orsay di Parigi.
Seurat dipinge questo quadro durante una vacanza trascorsa a Port-en-Bessin-Huppain.

## Opere della stessa sequenza
- Domenica, Port-en-Bessin